# Rhachoepalpus argenteus
Rhachoepalpus argenteus là một loài ruồi trong họ Tachinidae.